# Tractat de Sant Ildefons (1800)
El tractat de Sant Ildefons de 1800 i el tractat d'Aranjuez de 1801 van ser dos acords secrets signats entre Espanya i França en el transcurs de les Guerres Napoleòniques. Els principals punts acordats van incloure la cessió a França de les possessions espanyoles de Louisiana i compensar la Casa de Borbó-Parma amb el Gran Ducat de Toscana, que amb el nom de Regne d'Etrúria passaria amb posterioritat a mans de Lluís Francesc Filibert de Borbó, fill del duc de Parma.

## Context

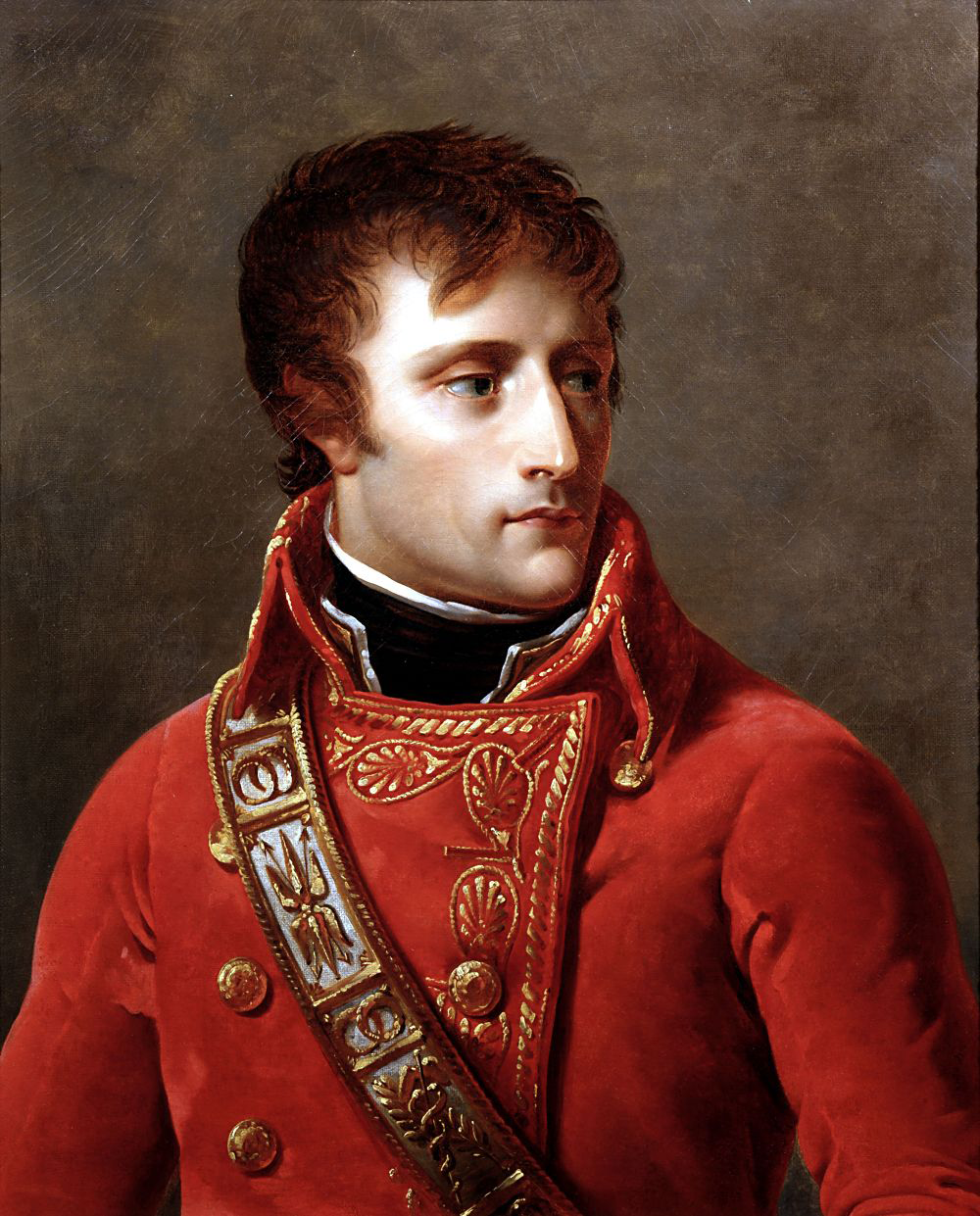
Napoleó Bonaparte

La Revolució Francesa (1789 - 1799) va acabar amb el cop d'estat del 18 de brumari (9 de novembre de 1799), pel qual Napoleó Bonaparte va assumir el govern francès, mentre França seguia immersa en les guerres contra la Segona Coalició, constituïda per Àustria, Gran Bretanya, Portugal, Rússia i l'Imperi Otomà, aconseguint França nombroses victòries i mantenir el seu nou sistema de govern, a més de crear un gran i potent exèrcit molt experimentat arran de totes les batalles.

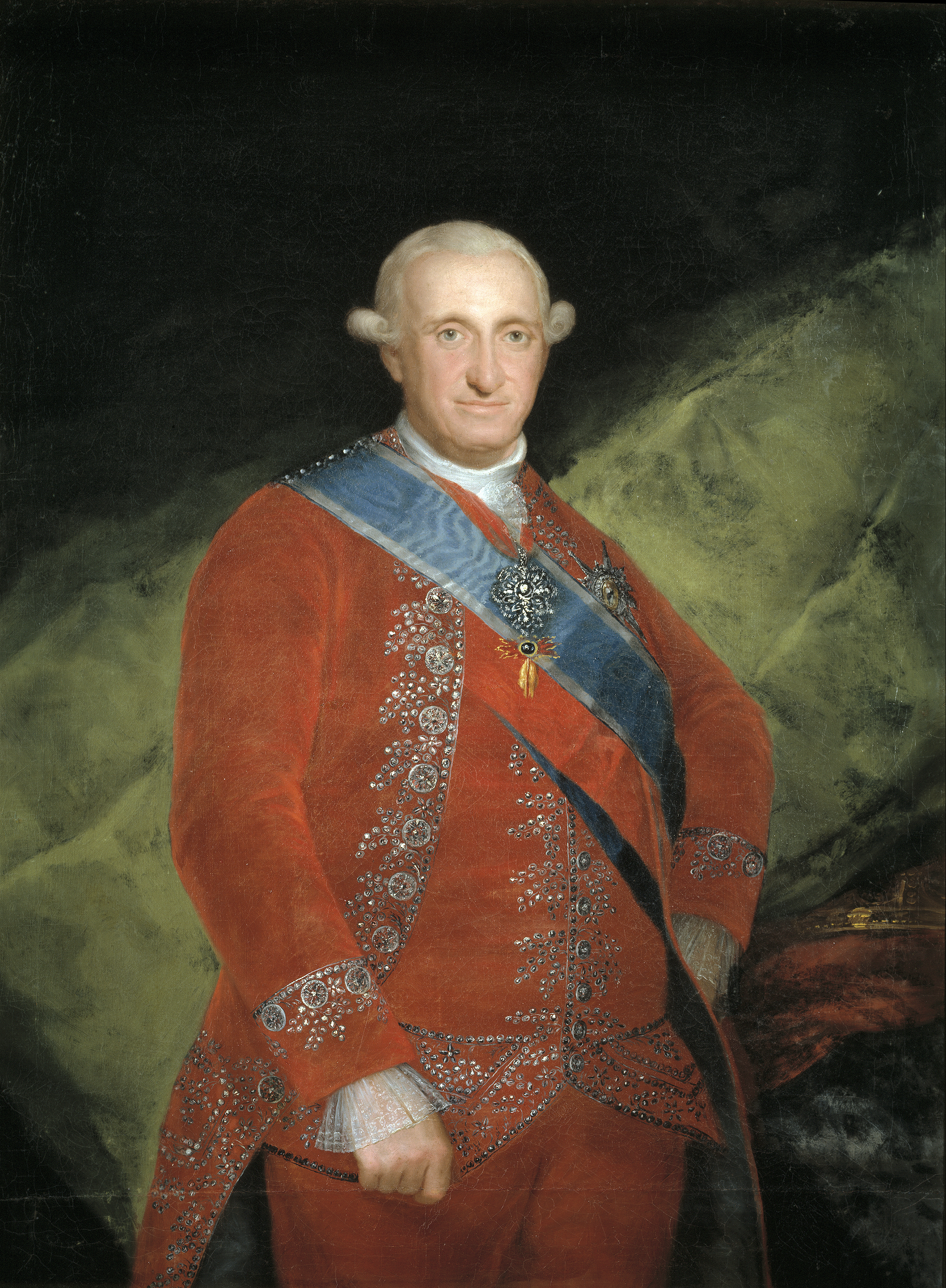
Carles IV

Carles IV d'Espanya, després de cedir a França en 1795 per la Pau de Basilea per finalitzar la Guerra Gran la seva part de l'illa de Santo Domingo, va reprendre l'aliança del tractat de Sant Ildefons de 1796, pel que les dues corones van pactar una aliança militar contra tercers països. Aquesta aliança seria el motiu de l'entrada d'Espanya en la guerra contra Gran Bretanya, que portar com a conseqüència el Bloqueig de Cadis, la pèrdua de Trinitat i Menorca, els atacs a Ferrol o l'embargament comercial decretat per Gran Bretanya contra Espanya, el qual va venir a sumar-se a una situació financera malmesa i cada vegada més deficitària. Davant d'aquesta situació de guerra amb el Regne de Gran Bretanya, Napoleó Bonaparte requeria la renovació de l'aliança amb Espanya perquè necessitava flota espanyola per defensar els ports de Brest i Toló.
Els exèrcits francesos van resultar victoriosos en la campanya de 1800, sobretot en Marengo, Höchstadt i Hohenlinden, el que va permetre emprendre negociacions amb Àustria que van produir el tractat de Lunéville, el 9 de febrer de 1801, entre el Sacre Imperi Romà i França. Bonaparte ja havia sotmès el nord d'Itàlia, i el rei Carles IV d'Espanya volia salvaguardar els drets dels seus parents de la Casa d'Àustria amb un territori a Itàlia, encara que per això hagués de sacrificar el territori de Louisiana. Aquest territori, cedit per França a Espanya en el tractat de Fontainebleau (1762), estava en l'interès de Bonaparte i les mateixes autoritats espanyoles estaven interessades en la seva cessió a França, en la creença que la fortalesa militar francesa convertiria a Louisiana en un territori entre Espanya i els Estats Units.

## Acords
Mariano Luis de Urquijo, en nom de Carles IV d'Espanya, i Louis Alexandre Berthier, en representació de la república de França, van ajustar un acord preliminar l'1 d'octubre de 1800 (9 de Vendemiari de l'any IX, segons el calendari republicà francès) al Palau Reial de La Granja de San Ildefonso.
- La república francesa posaria a disposició de Ferran I de Parma un territori de nova creació a la península italiana, sobre el qual tindria consideració de rei (no estava especificat quin territori, encara que suggeria la possibilitat que fos Toscana o les legacions de Ferrara, Bolonya i Romanya).
- Un mes després de la presa de possessió de l'infant, Espanya faria lliurament a França de 6 navilis de guerra de 74 canons cada un.
- 6 mesos després, Espanya lliuraria a França la colònia de Louisiana, sota sobirania espanyola des 1763 pel tractat de París.[12]

L'acord seria portat en el més estricte secret, fins al punt que el mateix Manuel Godoy, favorit de Carles IV, no va tenir coneixement d'ell fins un mes després de la seva ratificació pel rei.

## Conseqüències
A finals de 1800 el ministre Urquijo seria cessat en el càrrec per les seves desavinences amb el clergat. L'aliança militar hispano-francesa de 1796 es veuria perllongada pels acords de Madrid i d'Aranjuez de principis de 1801, pels quals els exèrcits d'ambdós països pactaven la seva col·laboració contra Portugal i Gran Bretanya, respectivament.
El 9 febrer 1801 França i el Sacre Imperi Romanogermànic van signar el tractat de Lunéville, mitjançant el qual Ferran III, Gran Duc de Toscana, va ser obligat per Napoleó a abandonar el ducat. El Gran Duc seria posteriorment compensat amb l'Arquebisbat de Salzburg, secularitzat i convertit en l'Electorat de Salzburg, del qual va ser nomenat príncep elector. Amb Toscana en poder de la França napoleònica, quedava obert el camí per a l'aplicació pràctica de l'intercanvi de territoris.

## Tractat d'Aranjuez de 1801
El 18 de març de 1801 va ser signat l'acord definitiu en Aranjuez per Manuel Godoy i Luciano Bonaparte. Les condicions establertes en aquest nou tractat confirmaven les disposicions de l'anterior, ampliant:
- Renúncia de Ferran al ducat de Parma, per si mateix i els seus hereus.
- Cessió per part de França del Gran Ducat de Toscana a Lluís Francesc de Borbó-Parma, fill del duc de Parma, Ferran.
- Reconeixement de Lluís Francesc de Borbó-Parma com a rei de Toscana, amb el suport de França.
- La part de l'illa d'Elba pertanyent a Toscana quedaria en poder de França, en compensació, el Principat de Piombino i els Presidis de Toscana serien cedits per França a Lluís I d'Etrúria, annexionats al nou territori.
- En cas que faltés la successió a la família de l'infant Lluís, els drets al tron de Toscana serien per a la família reial espanyola.
- Cessió dels territoris de la Louisiana a França.
- Indemnització conjunta hispano-francesa al duc Ferran per la seva renúncia al ducat de Parma.

Aquest nou acord seria ratificat per Carles IV l'11 d'abril d'aquest mateix any. Encara que no va quedar recollit en el tractat, la delegació francesa es va comprometre que en el cas que França volgués desprendre de Louisiana, aquesta només podria ser reculada a Espanya i cap altre país.
El 25 de maig de 1801 l'infant Lluís Francesc de Borbó-Parma va arribar a París, on va ser complimentat per Napoleó i Josefina; l'1 de juliol va sortir cap a Florència, capital de Toscana, on va prendre possessió com a rei recolzat per l'exèrcit francès sota el comandament del general Emmanuel de Grouchy. El nou regne rebria el nom de Regne d'Etrúria, en record de l'antic nom del territori en la geografia romana.
El duc Ferran de Parma es va negar a acceptar les condicions de l'acord a la part fa a la seva renúncia al ducat, i en lloc de rebre la indemnització acordada en el tractat de 1801 va seguir en possessió del ducat, amb el beneplàcit del govern francès, fins a la seva mort ocorreguda l'any següent.
Bonaparte va designar a Moreau de Saint-Mery com a administrador del ducat fins a la seva incorporació a França.
El 15 d'octubre de 1802 Carles IV va publicar a Barcelona una Reial Cèdula per la qual es feia efectiva la cessió de la Louisiana a França, disposant la retirada de les tropes espanyoles a la regió, a condició que els religiosos espanyols estarien autoritzats a romandre a la zona i els habitants de la colònia mantindrien la possessió dels seus Reial cèdula d'octubre 15, 1802 per a la cessió de Louisiana a França. La colònia romandria poc temps sota sobirania francesa, ja que l'any següent França vendre Louisiana als Estats Units, incomplint la promesa feta a Espanya en les converses fetes al voltant del tractat de 1801.

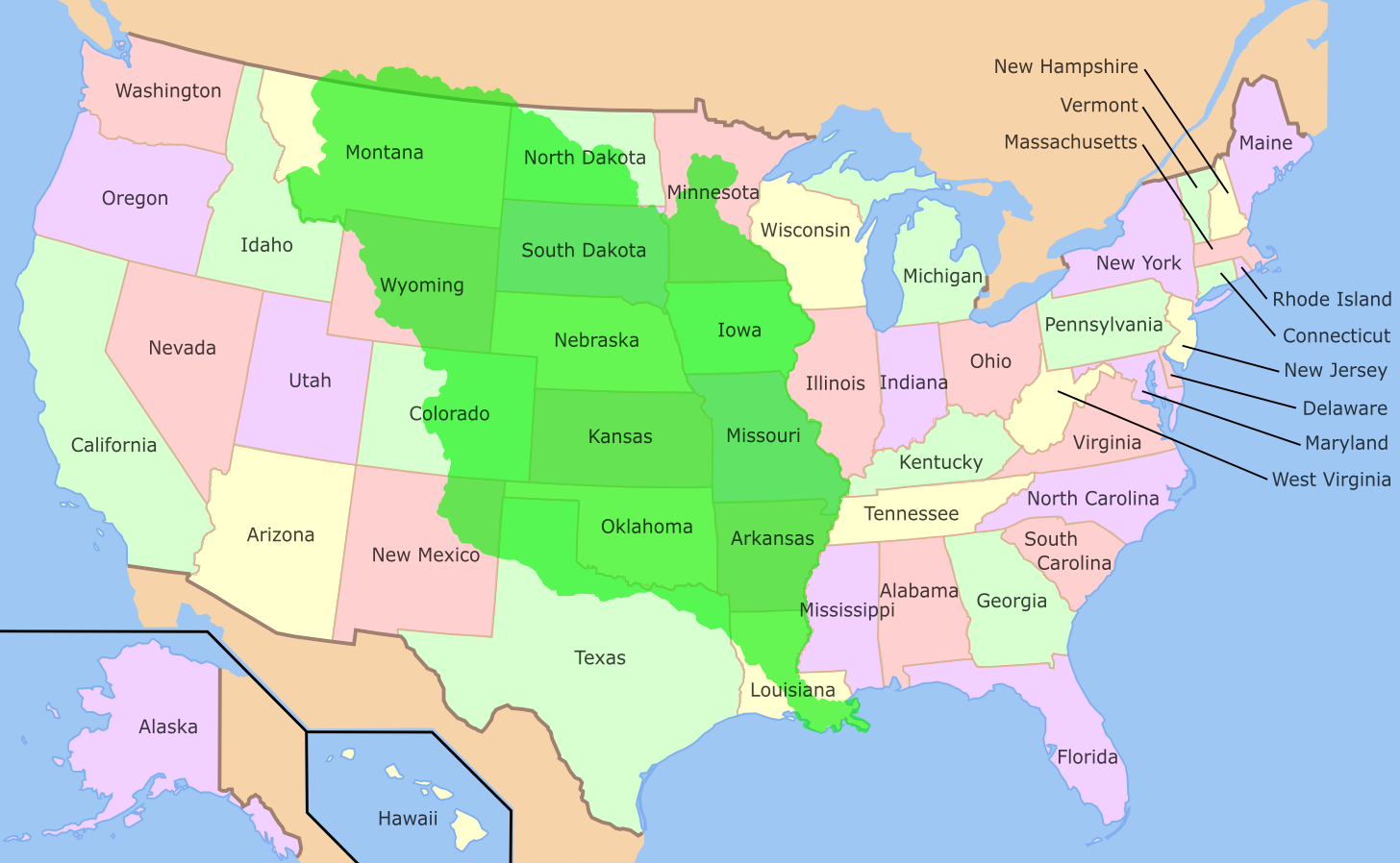
Territori de Louisiana a principis del (en verd), superposat als actuals EUA

## Valoració
Des de la perspectiva històrica, el tractat va ser clarament favorable a França: en aquella època, el territori de la colònia espanyola de Louisiana, amb 50.000 habitants, s'estenia des del golf de Mèxic, en l'actual estat nord-americà de Louisiana, fins a la frontera amb Canadà, abastant una superfície 100 vegades més gran que la de Toscana, a aquesta diferència vindria a sumar-se la pèrdua espanyola de Parma i el lliurament dels 6 navilis pactada en 1800. L'acord seria durament criticat per historiadors i contemporanis.
Godoy creia que el desequilibri de l'intercanvi territorial proposat el 1800 a la inexperiència d'Urquijo, unida a l'excessiva admiració d'aquest al país francès, i al desig dels reis d'Espanya d'afavorir els seus fills (l'infant Lluís, proposat per rei d'Etrúria, era gendre dels reis, per les seves noces amb la filla d'aquests Maria Lluïsa). Pel que fa a la valoració dels territoris intercanviats, escriuria:
| «               | ( Sobre Louisiana ) ... faltant-nos els mitjans per procurar-li un gran augment en proporció amb els altres dominis espanyols de les dues Amèriques, no rendint utilitat a la nostra hisenda ni buscant-hi el nostre comerç, i ocasionant grans despeses en diners i en soldats sense cap profit nostre, rebent en fi en canvi d'ella altres estats, la devolució de la colònia lluny de ser un sacrifici, pot tenir per guany .(...) Gairebé tot per fer, un principi de vida només en aquelles regions despoblades. A la Toscana tot fet, el cultiu perfecte, la indústria florent, el seu comerç estès, el clima sa i deliciós, els costums benignes, la civilització a un alt grau, país ric en monuments i en prodigis de les arts, en precioses antiguitats, en magnífiques biblioteques i en acadèmies cèlebres; d'habitants prop d'un milió i mig, la renda de l'estat, si més no tres milions de pesos forts, sense cap deute, la seva superfície quadrada, sis mil cinc-centes milles. | » |
| — Manuel Godoy. | |   |